# Milton Doyle
Milton Doyle (ur. 31 października 1993 w Chicago) – amerykański koszykarz, występujący na pozycji obrońcy, obecnie zawodnik Allianz Pallacanestro Trieste.
8 sierpnia 2018 został zawodnikiem hiszpańskiego UCAM Murcia.
30 września 2019 podpisał częściowo gwarantowaną umowę z Chicago Bulls. 19 października opuścił klub.
31 lipca 2020 został zawodnikiem włoskiego Allianz Pallacanestro Trieste.

## Osiągnięcia

### NCAA
Stan na 1 sierpnia 2020, na podstawie, o ile nie zaznaczono inaczej.
- Zwycięzca turnieju College Basketball Invitational (CBI – 2015)
- MVP turnieju Las Vegas Classic (2015)
- Najlepszy:
  - pierwszoroczny zawodnik konferencji Missouri Valley (MVC – 2014)
  - nowo przybyły zawodnik MVC (2014)
- Zaliczony do:
  - I składu:
    - All-MVC (2017)
    - Las Vegas Classic (2015)
    - pierwszoroczniaków MVC (2014)
    - najlepszych nowo przybyłych zawodników MVC (2014)

  - składu MVC All-Conference Honorable Mention (2014)

### Indywidualne
- Zaliczony do składu Midseason All-NBA G League Eastern Conference Team (2018)